# Miguel Eduardo Miranda
Miguel Eduardo Miranda Campos (Lima, 13 agosto 1966 – Chongoyape, 6 marzo 2021) è stato un calciatore peruviano, di ruolo portiere.

## Carriera

### Club
Debutta con la maglia dello Sporting Cristal, dove gioca per otto anni, andando in prestito per una stagione all'UTC Cajamarca. Nel 1992 si trasferisce all'Universitario de Deportes, dove gioca una stagione. Le sue uniche esperienze fuori dal Perù sono state due periodi in Cina, allo Shenyang Haishi.

### Nazionale
Dal 1993 al 2001 ha giocato nella nazionale di calcio peruviana come portiere titolare. Ha inoltre partecipato a 4 edizioni della Coppa America (1993, 1995, 1997 e 1999).

## Palmarès

### Club

#### Competizioni nazionali
- Campionato peruviano: 5

Sporting Cristal: 1988, 1991, 2002
Universitario: 1992, 1993